# 크리스타 캠벨

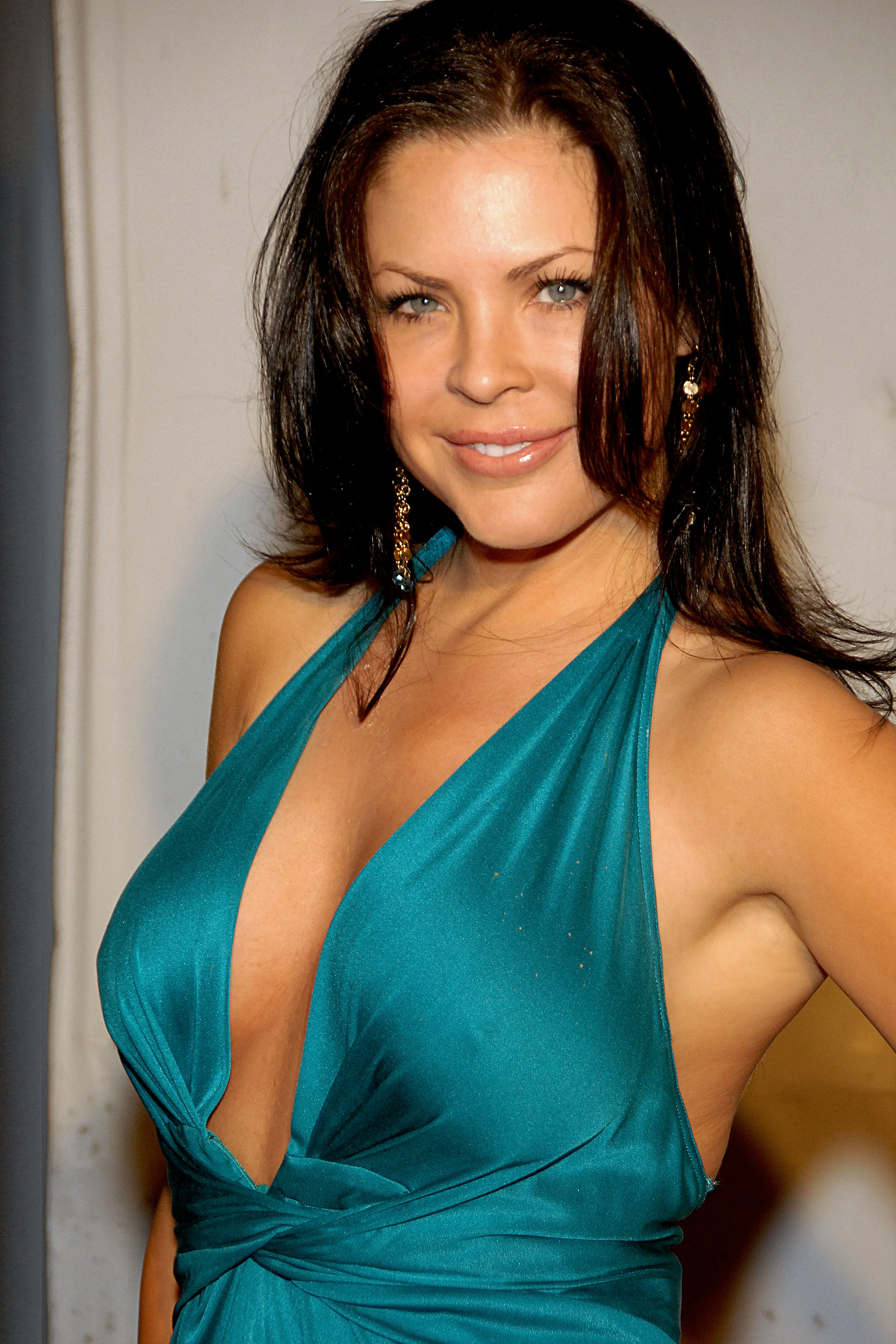

크리스타 캠벨(Christa Campbell, 1972년 12월 7일 ~ )는 미국의 배우, 모델, 영화 제작자이다.
오클랜드에서 태어났다.

## 출연 작품
- 테슬라 (2019년)
- 엔젤 해즈 폴른 (2019년)
- 람보 : 라스트 워 (2019년)
- 헬보이 (2019년)
- 시체들의 새벽: 컨테이젼 (2018년)
- 헌터 킬러 (2018년)
- 킬러의 보디가드 무삭제 특별판 (2017년)
- 에스코바르 (2017년)
- 킬러의 보디가드 (2017년)
- 록키 블리더 (2016년)
- 시트러스 스프링스 (2016년)
- 레더페이스 (2016년)
- 크리미널 (2016년)
- 하우스 오브 데스 (2015년)
- 완벽한 사육: 인간 사냥 (2015년)
- 테이킹 (2014년)
- 히든 아이덴티티 (2014년)
- 오토마타 (2014)
- 사랑과 영혼 2016 (2013년)
- 인크레더블 스파이더 (2013년) - 레이철 역
- 제이슨 스타뎀의 홈프론트: 가족을 지켜라 (2013년) - 리디아 역
- 빅 웨딩 (2013년) - 킴 역
- 아이스맨 (2012년) - 아델 역
- 드라이브 앵그리 3D (2011년) - 모나 역
- 메카닉 (2011년) - 켈리 역
- 하이에나 (2009년)
- 라이즈 앤 일루전스 (2009년)
- 더 툼 (2009년)
- 파인딩 블리스 (2009년)
- 히어로 원티드 (2008년) - 케일라 매퀸 역
- 데이 오브 더 데드 (2008년) - 레이트너 부인 역
- 리뱀프드 (2007년) - 렉사 역
- 쇼우다운 앳 에이리어 51 (2007년)
- 블론드 앰비션 (2007년)
- 클리너 (2007년) - 베스 젠슨 역
- 블랙 홀 (2006년)
- 론리 하츠 (2006년)
- 딥 블루 씨: 크라켄 (2006년)
- 엔드 게임 (2006년)
- 위커 맨 (2006년)
- 데스 바이 인게이지먼트 (2005년) - 스테이시 역
- 맨스퀴토 (2005년)
- 2001 매니악스 (2005년)
- 모짜르트와 고래 (2005년)
- 더 드론 바이러스 (2004년)
- 레드 레터 (2000년)